# Аделхис
Аделхис (на латински: Adelchis; Adalgis; † 788 г.) е крал на лангобардите (759 – 774).

## Произход и управление
Аделхис е син на последния крал на лангобардите Дезидерий и съпругата му Анса от Бреша. Брат е на Анселперга, игуменка на „Св. Салваторе“ в Бреша, Аделперга, омъжена за Аричис II (херцог на Беневенто), Луитперга (или Лиутпирк), омъжена за Тасило III (херцог на Бавария), Дезидерата (или Герперга), омъжена за Карл Велики, Герберга, съпруга на Карломан I.
През 759 г. е провъзгласен от баща си за съ-крал. Докато баща му се съпротивлява против франките в Павия, Аделхис се предава във Верона. Успява да избяга във Византия.
Аделхис предприема опит да спечели лангобардската корона обратно и тръгва с византийска войска към Италия. В Калабрия е разбит през 788 г. от Гримоалд III, херцога на Беневенто. Той бяга в Константинопол и умира през 788 г.
Алесандро Манцони пише през 1822 г. драмата „Аделки“, в която Аделхис е главен герой.

## Галерия
- Аделхис, Codex Legum Langobardorum, 11 век
- Аделхис, син на Дезидерий